# Elizja
Elizja – regularne usunięcie samogłoski – a niekiedy sylaby – w sąsiedztwie innej samogłoski. Zjawisko to dotyczy najczęściej samogłoski (sylaby) wygłosowej przed nagłosem samogłoskowym, na przykład fr. l'affaire – sprawa, ale la maison – dom, wł. l'acqua – woda.
Błędne jest nazywanie elizją każdego procesu zaniku głoski.
W języku francuskim elizja zachodzi między innymi wówczas, gdy rodzajnik określony jest obok rzeczownika, zaczynającego się na samogłoskę lub h nieme. Podobnie jest w języku włoskim.